# História da geometria

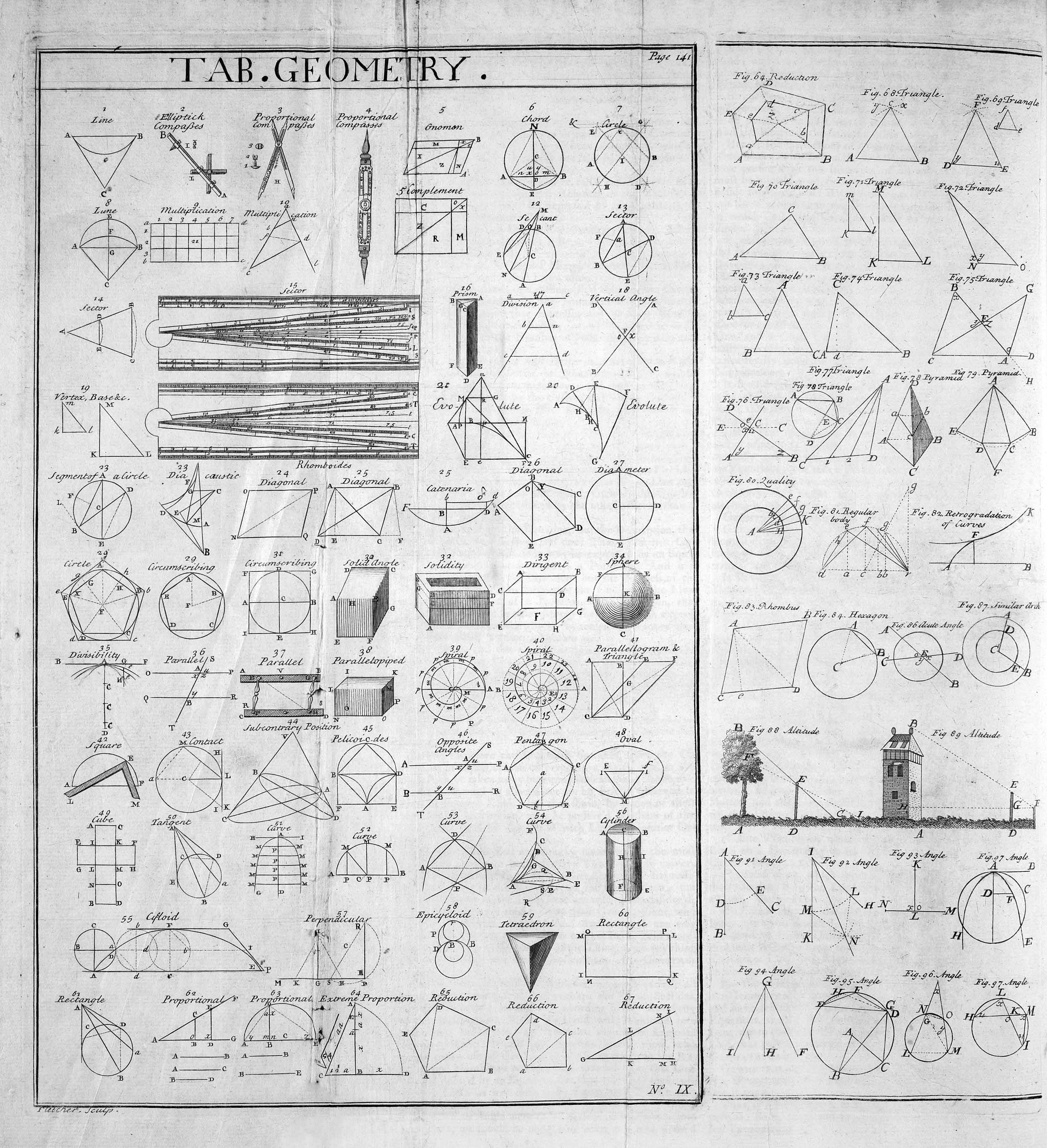
Parte da "Tab.Geometry." (Tabela de Geometria) da Cyclopaedia de 1728

Geometria (do grego antigo: γεωμετρία; geo- "terra", -metron "medição") surgiu como o campo do conhecimento lidando com as relações espaciais. A geometria era um dos dois campos da matemática pré-modernas, o outro sendo o estudo dos números (aritmética).
Geometria clássica foi focada nas construções com régua e compasso. A geometria foi revolucionada por Euclides, muitas vezes referido como o "Pai da Geometria", que introduziu o rigor matemático e o método axiomático ainda em uso hoje. O livro, Os Elementos é amplamente considerado o livro mais influente de todos os tempos, e era conhecido por todas as pessoas educadas no Ocidente até a metade do século XX.
Nos tempos modernos, conceitos geométricos foram generalizados para um alto nível de abstração e complexidade, e foram submetidos aos métodos de cálculo e álgebra abstrata, de modo que muitos ramos modernos do campo são quase irreconhecíveis como os descendentes da geometria primordial.

## Geometria primordial
Os registros primordiais mais antigos da geometria podem ser atribuídos a povos primitivos, que descobriram triângulos obtusos no antigo Vale do Indo (ver a matemática dos harappeanos), e antiga Babilônia (ver matemática babilônica) em torno de 3000 a.C.. Geometria primitiva era uma coleção de princípios empiricamente descobertos em matéria de comprimentos, ângulos, áreas e volumes, que foram desenvolvidos para satisfazer alguma necessidade prática em agrimensura, construção, astronomia e vários ofícios. Entre estes estavam alguns princípios surpreendentemente sofisticados, e a um matemático moderno pode ser difícil derivar alguns deles sem o uso de cálculo. Por exemplo, tanto os antigos egípcios como os babilônios estavam cientes de versões do teorema de Pitágoras cerca de 1500 anos antes de Pitágoras; egípcios tinha uma fórmula correta para o volume de um tronco de uma pirâmide de base quadrada.

### Geometria egípcia
Os antigos egípcios sabiam que podiam aproximar a área de um círculo como se segue:
Área do Círculo ≈ [ (Diâmetro) x 8/9 ]2 .
Problema 30 do papiro de Ahmes utiliza estes métodos para calcular a área de um círculo, de acordo com uma regra de que a área é igual ao quadrado de 8/9 do diâmetro do círculo. Isso pressupõe que π é 4 × (8/9) ² (ou 3,160493 ...), com um erro de pouco mais de 0,63 por cento. Este valor foi ligeiramente menos preciso do que os cálculos dos babilônios (25/8 = 3,125, dentro de uma margem de 0,53 por cento), mas não foi superado até a aproximação de Arquimedes de 211875/67441 = 3,14163, o que teve um erro de pouco mais de 1 em cada 10.000 .
Curiosamente, Ahmes sabia do moderno 22/7 como uma aproximação para pi, e é usado para dividir um hekat, hekat x 22 /x x 22/07 = hekat; no entanto, Ahmes continuou a usar o valor 256/81 tradicional para pi para calcular seu volume de hekat encontrado em um cilindro.
Problema 48 envolveu o uso de um quadrado com lados 9 unidades. Este quadrado foi cortado em uma grade de 3x3. A diagonal dos quadrados dos cantos foram usadas para fazer um octógono irregular com uma área de 63 unidades. Isso deu um segundo valor para π de 3.111...
Os dois problemas juntos indicaram um intervalo de valores para pi entre 3.11 e 3.16.
Problema 14 no Papiro Matemático de Moscou dá o único exemplo antigo encontrando o volume de um tronco de uma pirâmide, descrevendo a fórmula correta:
{\displaystyle V={\frac {1}{3}}h(x_{1}^{2}+x_{1}x_{2}+x_{2}^{2}).}

### Geometria babilônica
Os babilônios podem ter conhecido as regras gerais de medição de áreas e volumes. Mediram a circunferência de um círculo como três vezes o diâmetro e a área como um doze avos do quadrado da circunferência, o que seria correto se π fosse estimado como 3. O volume de um cilindro foi tomado como o produto da base e a altura, no entanto, o volume do tronco de um cone ou uma pirâmide quadrada incorretamente foi tomado como o produto da altura e metade da soma das bases. O teorema de Pitágoras também era conhecido pelos babilônios. Além disso, houve uma descoberta recente em que uma tábula apresentava π como 3 e ⅛ (3,125). Os babilônios também são conhecidos pela milha babilônica, que foi uma medida de distância igual a cerca de sete milhas atuais. Esta medição de distâncias, eventualmente, foi convertida para um “tempo-milha” utilizado para medir o curso do Sol, por conseguinte, representando tempo.

### Geometria da Índia védica

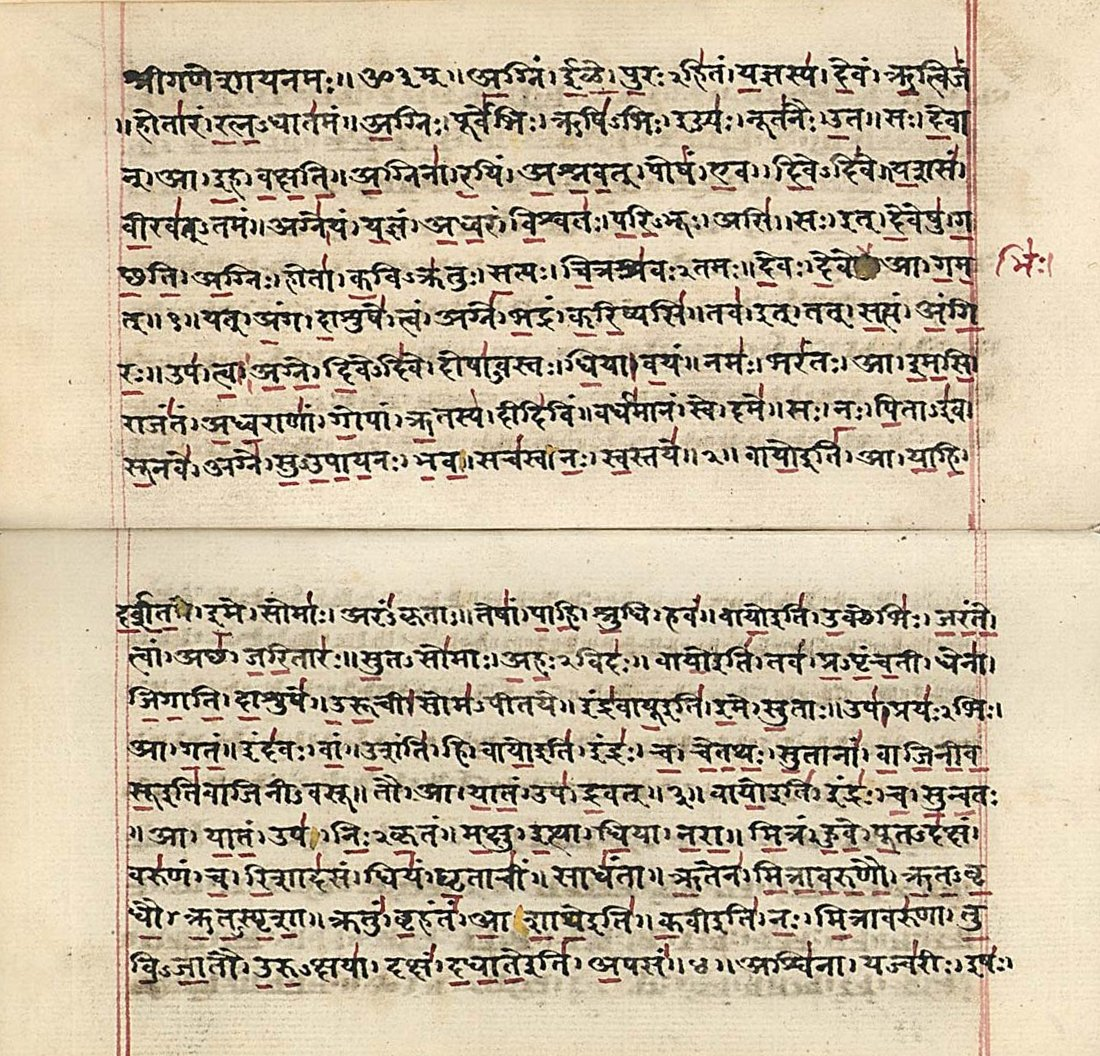
Manuscrito Rigveda em Devanagari

O período védico indiano teve uma tradição de geometria, expresso sobretudo na construção de altares elaborados. Textos indianos iniciais (1º milênio a.C.) sobre este tema incluem o Satapatha Brahmana e os Śulba Sūtras.
De acordo com (Hayashi 2005, p. 363), os Śulba Sūtras contém "a expressão verbal existente mais antiga do Teorema de Pitágoras no mundo, embora já tivesse sido conhecido para os antigos babilônicos."
“A corda diagonal (akṣṇayā-rajju) de um  (retângulo) oblongo produz tanto como as (cordas) do flanco (pārśvamāni) e a horizontal (tiryaṇmānī) produzem separadamente."
Eles contêm listas de trios pitagóricos, que são casos particulares de equações diofantinas. Também contêm afirmações (que com retrospectiva que sabemos ser aproximada) sobre a quadratura do círculo e "circulatura do quadrado".
O Baudhayana Śulba Sūtra, o mais conhecido e antigo Śulba Sūtra (datado dos séculos VIII ou VII a.C.) contém exemplos de trios pitagóricos simples, tais como: (3, 4, 5), (5, 12, 13), (8 , 15, 17), (7, 24, 25), e (12, 35, 37), bem como o estabelecimento do teorema de Pitágoras para os lados de um quadrado: "a corda que é esticada entre os diagonal de um quadrado produz uma área duas vezes o tamanho do quadrado original " Também contém a instrução geral do teorema de Pitágoras (para os lados de um rectângulo): "A corda esticada ao longo do comprimento da diagonal de um retângulo faz uma área que os lados verticais e horizontais fazem em conjunto."
De acordo com o matemático S. G. Dani, a tábua cuneiforme babilônica Plimpton 322, escrita em 1850 a.C.
"contém quinze trios pitagóricos com valores bastante grandes, incluindo (13500, 12709, 18541), que é um trio primitivo, o que indica, em particular, que havia sofisticada compreensão sobre o tema" na Mesopotâmia em 1850 a.C.. "Uma vez que estas tábuas são anteriores ao período Śulba Sūtras por vários séculos, tendo em conta o aspecto contextual de algumas dos trios, é razoável esperar que compreensão semelhante teria ocorrido na Índia." Dani continua dizendo:
"Como o principal objetivo do Śulba Sūtras foi descrever as construções de altares e os princípios geométricos envolvidos neles, objeto de trios pitagóricos, mesmo se isso tivesse sido bem entendido podendo ainda não ter sido apresentado no Śulba Sūtras. A ocorrência dos triplos no Śulba Sūtras é comparável à matemática que se pode encontrar em um livro introdutório sobre arquitetura ou de outra área aplicada semelhante, e não correspondem diretamente ao conhecimento geral sobre o tema nesse momento. uma vez que, infelizmente, não há outras fontes contemporâneas que tenham sido encontrados e isso pode nunca ser possível de ser resolvido como problema de forma satisfatória."
Ao todo, três Śulba Sūtras foram compostos. Os dois restantes, o Manava Śulba Sūtra composto por Manavá (fl. 750-650 aC) e o Apastamba Śulba Sūtra, composto por Āpastamba (c. 600 a.C.), continha resultados semelhantes ao Baudhayana Śulba Sūtra.

## Geometria grega

### Geometria grega clássica
Para os antigos matemáticos gregos, a geometria era a jóia da coroa de suas ciências, atingindo uma completa e perfeita de metodologia que nenhum outro ramo do seu conhecimento tinha alcançado. Eles ampliaram o leque da geometria para muitos novos tipos de números, curvas, superfícies e sólidos; mudaram a sua metodologia de tentativa-e-erro para a dedução lógica; Eles reconheceram que os estudos de geometria eram de "formas eternas", ou abstrações, das quais os objetos físicos são apenas aproximações; e eles desenvolveram a ideia do "método axiomático", ainda em uso hoje.

#### Tales e Pitágoras

Teorema de Pitágoras: a^{2} + b^{2} = c^{2}

Tales (635-543 aC), de Mileto (agora no sudoeste da Turquia), foi o primeiro a quem é atribuída a dedução na matemática. Há cinco proposições geométricas para as quais ele escreveu demonstrações dedutivas, embora suas demonstrações não tenham sobrevivido. Pitágoras (582-496 aC) da Jônia, e mais tarde, na Itália, em seguida, colonizada por gregos, pode ter sido um aluno de Tales, e viajou pela Babilônia e Egito. O teorema que leva seu nome pode não ter sido sua descoberta, mas ele foi provavelmente um dos primeiros a dar uma prova dedutiva dele. Ele reuniu um grupo de estudantes em torno dele, para estudar matemática, música e filosofia, e, juntos, eles descobriram mais do que os alunos do ensino médio aprendem hoje em seus cursos de geometria. Além disso, eles fizeram a descoberta profunda de comprimentos incomensuráveis e números irracionais, cuja primeira descoberta é geralmente atribuída a Hipaso de Metaponto.

#### Platão
Platão (427-347 aC), o filósofo mais estimados pelos gregos, tinha inscrito acima da entrada de sua  famosa escola, "Que ninguém ignorante de geometria entre aqui." No entanto, essa narrativa é considerada inverídica. Embora não fosse ele próprio um matemático, suas visões sobre matemática tiveram grande influência. Matemáticos aceitaram, assim, sua crença de que a geometria não deve usar qualquer ferramenta além de régua (não graduada) e compasso - nunca instrumentos de medição como uma régua graduada ou um transferidor, porque estas eram as ferramentas de um trabalhador, que não seriam dignas de um estudioso. Esta máxima levou a um profundo estudo de possíveis construções com régua e compasso, e três problemas clássicos de construção: como usar essas ferramentas para trissecar um ângulo (chamada também de trissecção do ângulo), para construir um cubo duas com vezes o volume de um determinado cubo (a duplicação do cubo), e para construir um quadrado igual em área a um determinado círculo (a quadratura do círculo). As provas da impossibilidade dessas construções, finalmente alcançados no século XIX, levaram a importantes princípios sobre a estrutura profunda do sistema de números reais. Aristóteles (384-322 a.C.), o melhor aluno de Platão, escreveu um tratado sobre métodos de raciocínio utilizados em provas dedutivas (ver Lógica), que não foi substancialmente melhorado até o século XIX.

### Geometria helênica

#### Euclides

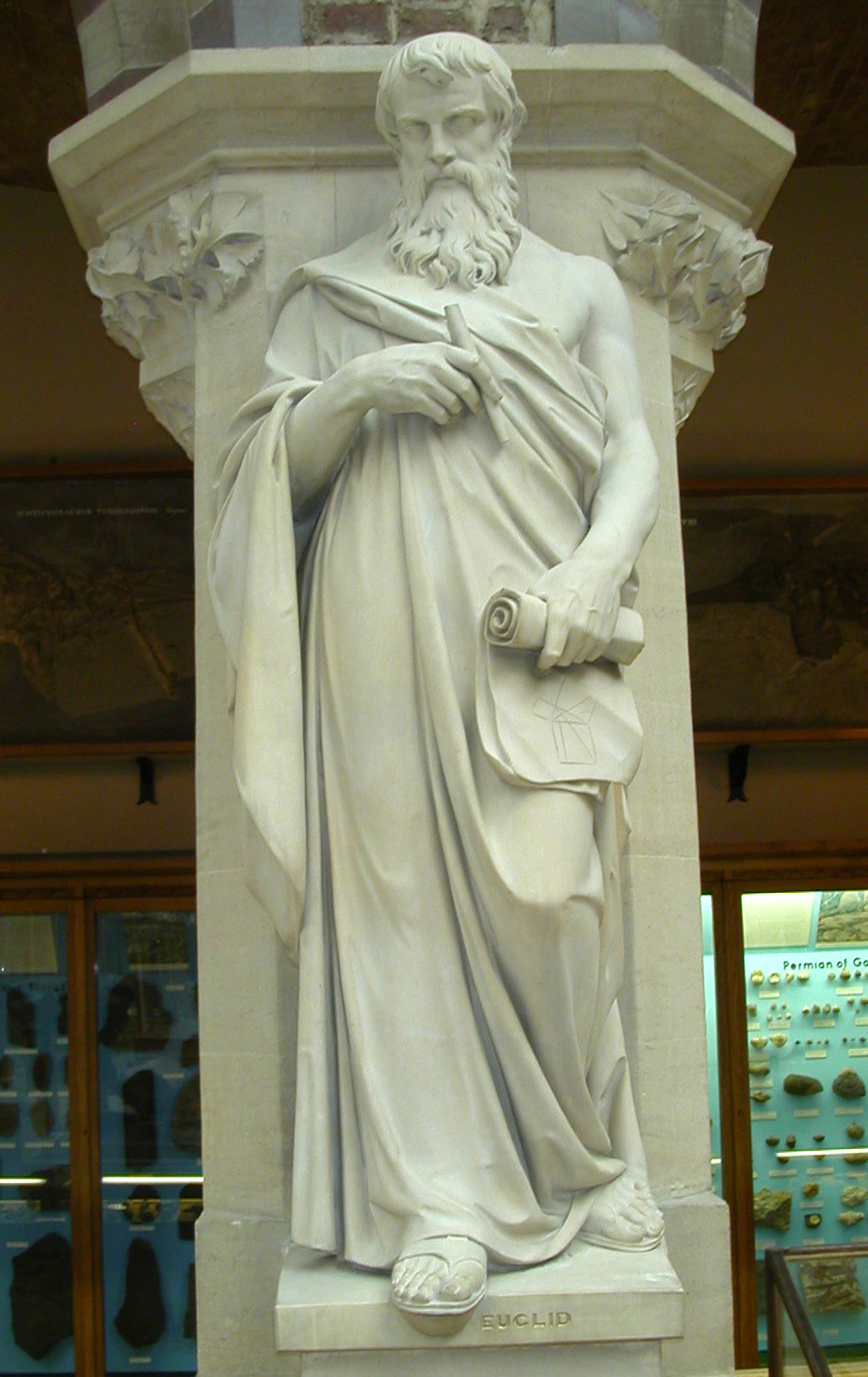
Estátua de Euclides no Museu de História Natural da Universidade de Oxford

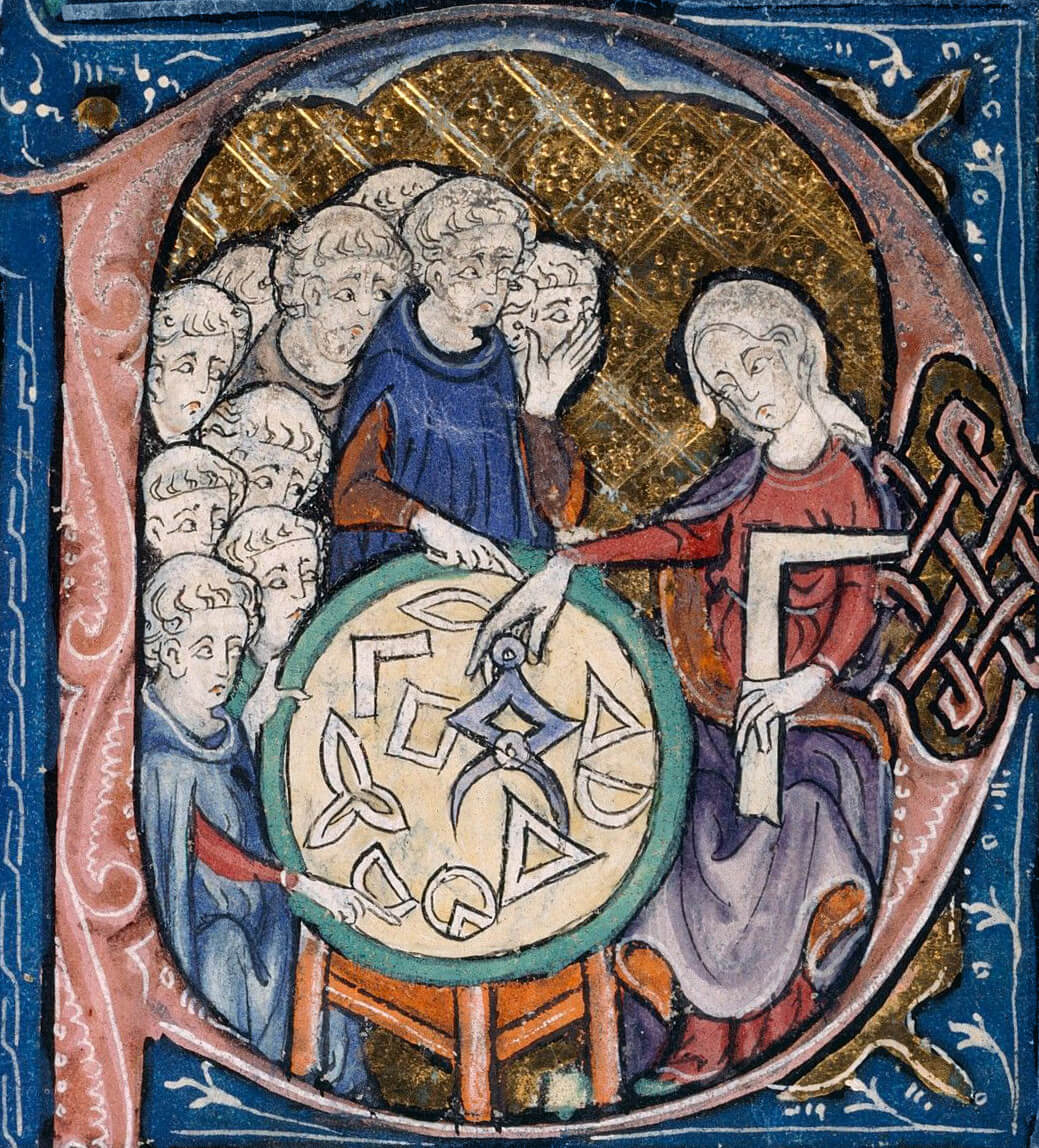
Mulher ensinando geometria. Ilustração medieval de tradução primordial de Os Elementos de Euclides, (aproximadamente 1310)

Euclides (aproximadamente 325-265 a.C.), de Alexandria, provavelmente um estudante de um dos alunos de Platão, escreveu um tratado em 13 livros (capítulos), intitulado “Os Elementos da Geometria”, mais conhecidos como “Os Elementos”, na qual ele apresentou a geometria de uma forma axiomática ideal, que veio a ser conhecido a “geometria Euclideana”. O tratado não é um compêndio de tudo o que os matemáticos helênicos sabiam na época sobre a geometria; Euclides mesmo escreveu oito livros mais avançados sobre a geometria. Sabemos de outras referências que Euclides não foi autor do primeiro livro de geometria elementar, mas foi muito superior que os outros que caíram em desuso e foram perdidos. Ele foi trazido para a universidade em Alexandria por Ptolomeu I, rei do Egito.
Os Elementos começa com definições de termos, princípios geométricos fundamentais (chamados axiomas ou postulados), e os princípios quantitativos gerais (chamadas noções comuns) a partir da qual todo o resto da geometria poderia ser deduzida logicamente. A seguir estão os cinco axiomas, um tanto parafraseados para tornar a linguagem mais fácil de ser entendida.
1- Pode-se traçar uma única reta ligando quaisquer dois pontos distintos.
2- Pode-se continuar de uma única maneira qualquer segmento em uma reta.
3- Pode-se traçar um círculo com qualquer centro e com qualquer raio.
4- Todos os ângulos retos são iguais.
5- Se uma reta, ao cortar outras duas, formando ângulos internos, no mesmo lado, cuja soma é menor do que dois ângulos retos, então as duas retas, se continuadas, encontrar-se-ão no lado onde estão os ângulos cuja soma é menor do que dois ângulos retos (também chamado postulado das paralelas)

#### Arquimedes
Arquimedes (287-212 aC), de Siracusa, Sicília, quando esta era uma cidade-estado grega, é muitas vezes considerado o maior dos matemáticos gregos, e, ocasionalmente, até mesmo considerado pelo grande matemático Felix Klein como um dos três maiores de todos os tempos (juntamente com Isaac Newton e  Carl Friedrich Gauss). Se ele não tivesse sido um matemático, ele ainda seria lembrado como um grande físico, engenheiro e inventor. Em sua matemática, ele desenvolveu métodos muito semelhantes aos sistemas de coordenadas da geometria analítica, e o processo de limitação do cálculo integral. O único elemento que faltou para a criação desses campos era uma notação algébrica eficiente para expressar seus conceitos.

#### Após Arquimedes

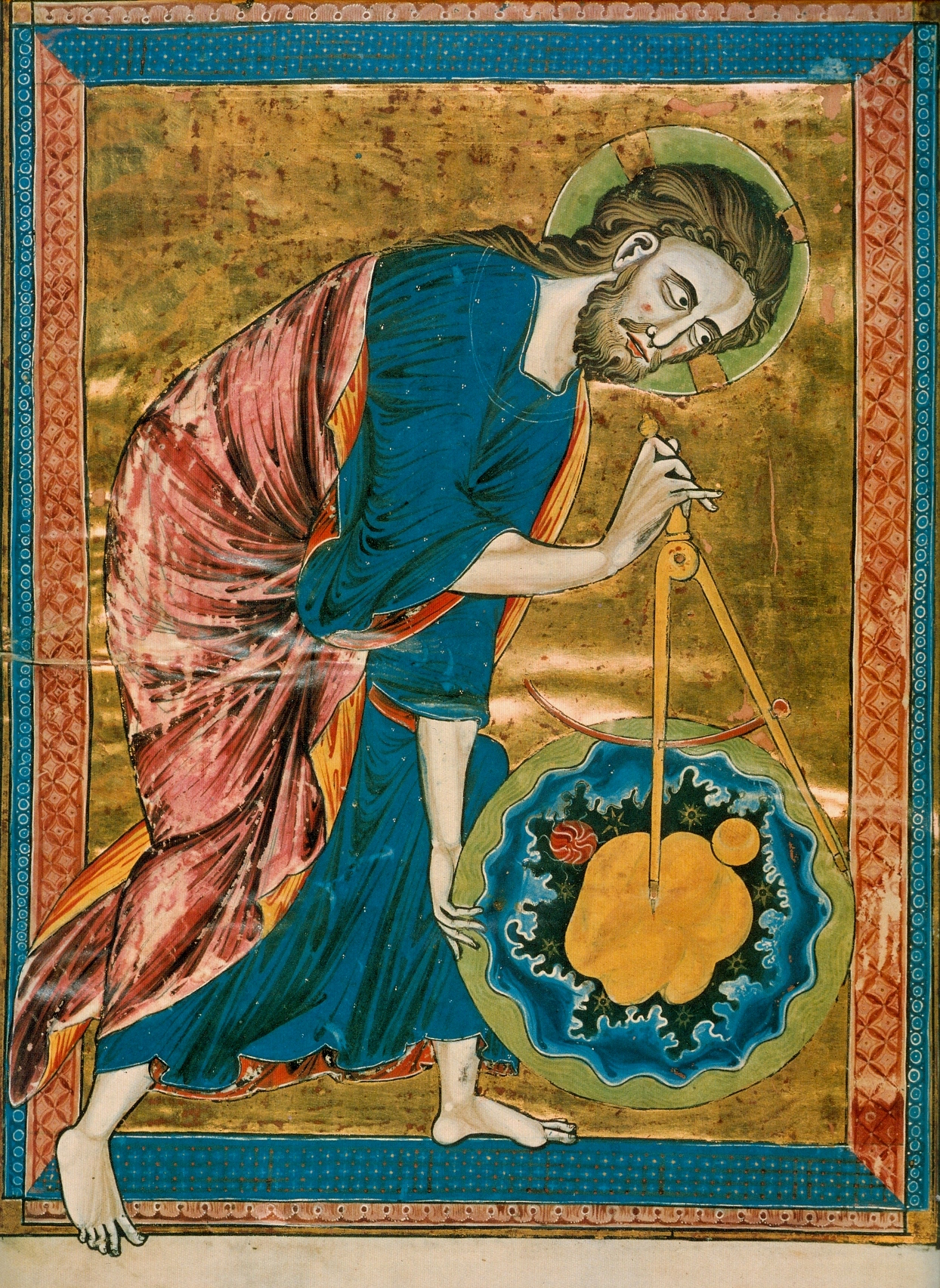
A geometria foi conectada ao divino para a maioria dos estudiosos medievais. O compasso neste manuscrito do século XIII é um símbolo do ato divino da criação

Depois de Arquimedes, a matemática helênica começou a declinar. Havia algumas estrelas menores ainda por vir, mas a idade de ouro da geometria tinha acabado. Proclo Lício (410-485), autor do Comentário sobre o Primeiro Livro de Euclides, foi um dos últimos personagens importantes na geometria helênica. Ele foi um geômetra competente, mas o mais importante, era um comentarista soberbo sobre as obras que o precederam. Grande parte desse trabalho não sobreviveu aos tempos modernos, e é conhecido por nós somente através de seu Comentário. A república romana e do império que sucedeu e absorveu as cidades-estados gregas produziram excelentes engenheiros, mas não há matemáticos dignos de nota.
A grande Biblioteca de Alexandria foi posteriormente queimada. Há um consenso crescente entre os historiadores que a Biblioteca de Alexandria provavelmente sofria de vários eventos destrutivos, mas que a destruição de templos pagãos de Alexandria no final do século quarto foi provavelmente o mais grave e final, sendo a evidência desta destruição a mais definitiva e segura. A invasão de Júlio César pode muito bem ter levado à perda entorno de 40 a 70 mil rolos em um armazém ao lado do porto (como Luciano Canfora argumenta, eram as cópias provavelmente produzidas pela Biblioteca, destinadas à exportação), mas é pouco provável que tenha afetado a Biblioteca ou o Museu, dado que há ampla evidência de que ambos existiam posteriormente.
As guerras civis, diminuindo os investimentos em manutenção e aquisição de novos pergaminhos e declínio geral do interesse em atividades não religiosas provavelmente contribuiu para uma redução do corpo de material disponível na biblioteca, especialmente no século IV. O Serapeu foi certamente destruído por Teófilo I de Alexandria em 391, e o Museu e a Biblioteca podem ter sido vítimas de uma mesma campanha.

## Geometria indiana clássica
No manuscrito Bakhshali, há um pequeno número de problemas geométricos (incluindo problemas sobre volumes de sólidos irregulares). O manuscrito Bakhshali também "emprega um sistema de valores de casas decimais com um ponto para o zero." O Aryabhatiya de Ariabata (499) inclui o cálculo de áreas e volumes.
Brahmagupta escreve seu trabalho astronômico Brāhma Sphuṭa Siddhānta em 628. O capítulo 12, contendo 66 versos em Sânscrito, foi dividido em duas seções: "operações básicas" (incluindo raízes cúbicas, frações, razões e proporções e permutações) e "matemática prática" (incluindo misturas, séries matemáticas, figuras planas, empilhamento de tijolos, serragem de madeira e de grãos). Na última seção, ele declarou seu famoso teorema sobre as diagonais de um quadrilátero cíclico:
Teorema de Brahmagupta: Se um quadrilátero cíclico tem diagonais que são perpendiculares uma a outra, então a linha perpendicular traçada a partir do ponto de interseção das diagonais para qualquer lado do quadrilátero sempre corta o lado oposto.
O capítulo 12 também inclui uma fórmula para a área de um quadrilátero cíclico (uma generalização da fórmula de Herão), bem como uma descrição completa dos triângulos racionais (isto é, os triângulos com lados racionais e áreas racionais).
Fórmula de Brahmagupta: A área, A, de um quadrilátero cíclico com lados de comprimentos a, b, c e d, respectivamente, é dada por
{\displaystyle A={\sqrt {(s-a)(s-b)(s-c)(s-d)}}}
onde s, o semiperímetro, é dado por: {\displaystyle s={\frac {a+b+c+d}{2}}.}
Teorema de Brahmagupta sobre triângulos racionais: Um triângulo com lados racionais {\displaystyle a,b,c} e área racional é da forma:
{\displaystyle a={\frac {u^{2}}{v}}+v,\ \ b={\frac {u^{2}}{w}}+w,\ \ c={\frac {u^{2}}{v}}+{\frac {u^{2}}{w}}-(v+w)}
para números racionais {\displaystyle u,v,} e {\displaystyle w}.

## Geometria chinesa

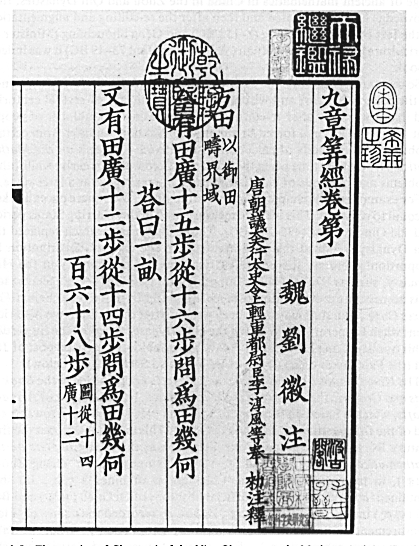
Os Nove Capítulos sobre a Arte Matemática, primeiramente compilado em 179 d.C., com comentários adicionados no século III por Liu Hui

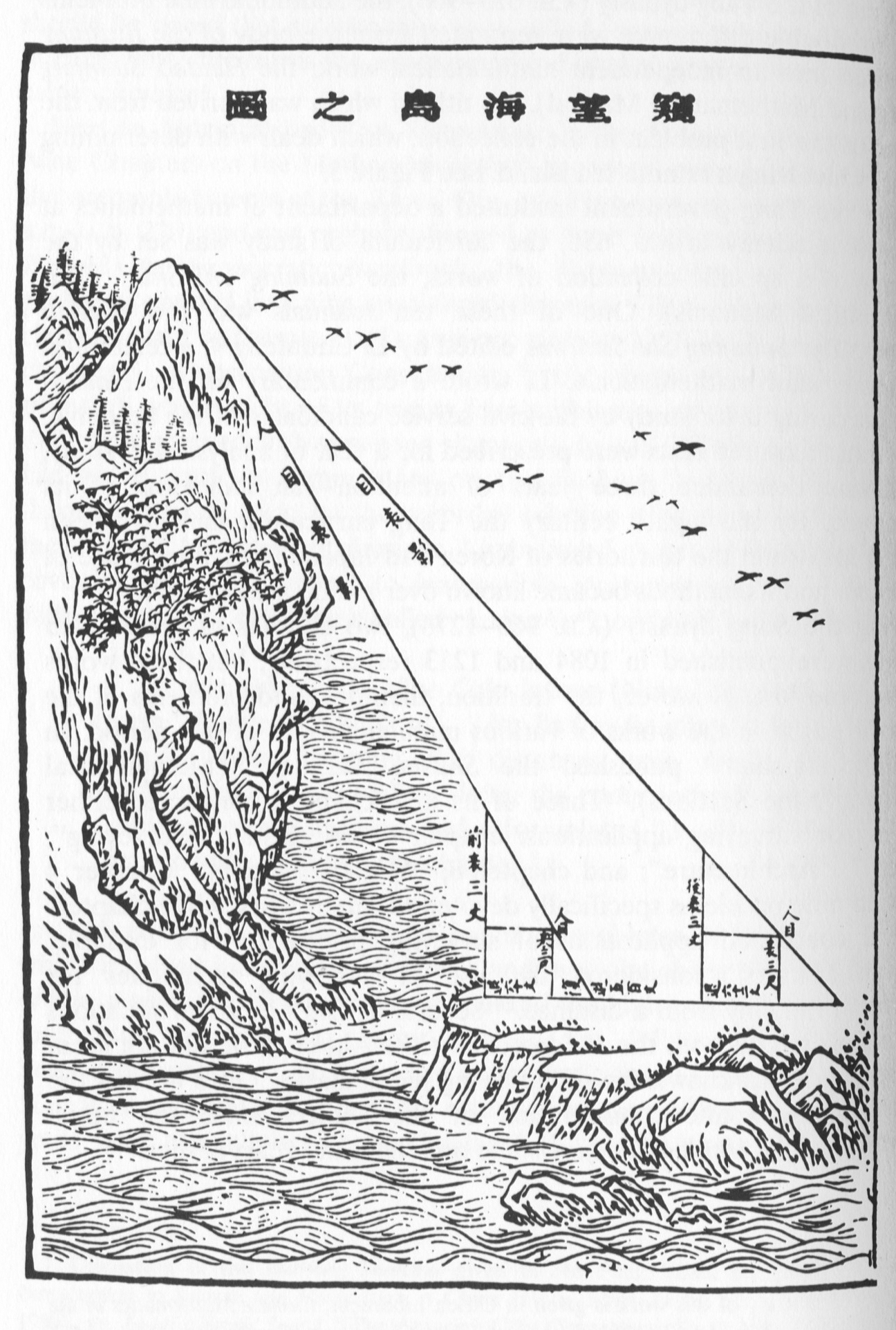
O Manual Matemático da Ilha do Mar, Manual da Matemática da Ilha do Mar, ou simplesmente, Manual da Ilha do Mar, Liu Hui, século III

A primeira obra definitiva (ou, pelo menos, mais antiga existente) na geometria na China foi o Mo Jing, o cânone Moísta do filósofo primordial Mozi (470-390 a.C.). Foi compilado anos após sua morte por seus seguidores ao redor do ano 330 a.C.. Embora o Mo Jing seja o mais antigo livro existente na geometria na China, existe a possibilidade de que material escrito ainda mais antigo tenha existido. No entanto, devido à infame "Queima dos Livros" em uma manobra política pelo governante da dinastia Chin, Qin Shihuang (r. 221-210 a.C.), grande  volume de literatura escrita criada antes de seu tempo foi perdida. Além disso, o Mo Jing apresenta conceitos geométricos em matemática que são talvez demasiado avançados para não ter tido uma base geométrica anterior ou o fundo matemático sobre o qual trabalhou-se.
O Mo Jing descreve vários aspectos de muitos campos associados ciência física, e fornece também uma pequena quantidade de informações sobre matemática. Ele fornece uma definição 'atômica' do ponto geométrico, indicando que uma linha é dividida em partes, e tais partes que não tem partes restantes (i.e. não podem ser divididas em partes menores) e então formam o fim extremo de uma linha que é um ponto. Muito parecidas com a primeira e a terceira definições de Euclides e o 'início de uma linha’ de Platão, o Mo Jing afirma que "um ponto pode ficar no final (de uma linha) ou no seu início como uma apresentação de uma cabeça no parto. (Quanto à sua invisibilidade) não há nada semelhante a ele." Similarmente ao atomismo de Demócrito, o Mo Jing afirma que um ponto é a menor unidade, e não pode ser cortado pela metade, uma vez que ‘nada’ não pode ser reduzido para metade. Ele afirma que duas linhas de igual comprimento terminarão sempre no mesmo lugar, enquanto fornece definições para a comparação de comprimentos e para paralelos, juntamente com os princípios do espaço e do espaço limitado. Ele também descreve o fato de que os planos sem a qualidade de espessura não podem ser empilhados desde que eles não podem mutuamente tocar-se. O livro fornece definições para a circunferência, diâmetro e raio, juntamente com a definição de volume.
O período da dinastia Han (202 a.C.-220 d.C.) da China testemunhou um novo florescimento da matemática. Um dos textos mais antigos matemáticos chineses para apresentar progressões geométricas foi o Suan shù shū ("Livro sobre Números e Cálculo") de 186 aC, durante a era Han Ocidental. O matemático, inventor e astrônomo Zhang Heng (78-139 d.C.) usou fórmulas geométricas para resolver problemas matemáticos. Embora estimativas aproximadas para pi (π) foram dadas no Zhou Li ("Ritos de Zhou", compilado no século II a.C.), foi Zhang Heng quem foi o primeiro a fazer um esforço concertado para a criação de uma fórmula mais precisa para pi. Zhang Heng aproximada pi como 730/232 (ou aprox. 3,1466), embora, alternativamente, ele tenha usado uma outra fórmula de pi ao encontrar um volume esférico, usando a raiz quadrada de 10 (ou aprox. 3,162). Zu Chongzhi (ou Tsu Ch'ung Chih, 429-500 d.C.) melhorou a precisão da aproximação de pi entre 3,1415926 e 3,1415927, com 355⁄113 (密率, Milü, aproximação detalhada) e 22⁄7 (约率, Yuelü, aproximação grosseira) sendo a outra aproximação notável. Em comparação com trabalhos posteriores, a fórmula para pi dada pelo matemático francês Franciscus Vieta (ou François Viète, 1540-1603) caiu a meio caminho entre aproximações de Zu.

### Os Nove Capítulos da Arte Matemática
Os Nove Capítulos da Arte Matemática, cujo título apareceu pela primeira vez em 179 d.C. em uma inscrição em bronze, foi editado e comentado pelo matemático do século III Liu Hui do Reino de Cao Wei. Este livro incluiu muitos problemas onde a geometria foi aplicada, como encontrar-se áreas de superfície para quadrados e círculos, os volumes de sólidos em várias formas tridimensionais, e incluiu o uso do teorema de Pitágoras. O livro ilustrado fornecida demonstração para o teorema de Pitágoras, continha um diálogo escrito entre o anterior Duque de Zhou e Shang Gao sobre as propriedades do triângulo de ângulo reto e o teorema de Pitágoras, ao mesmo tempo, referindo-se ao gnômon astronômico, o círculo e quadrado, bem como medições de alturas e distâncias.  O editor Liu Hui descreveu pi como 3,141014 usando um polígono de 192 lados, e então calculando pi como 3,14159 usando um polígono de 3072 lados. Isso era mais preciso que o contemporâneo de Liu Hui, Wang Fan, um matemático e astrônomo de Wu Oriental, que tomou pi como 3,1555 usando 142⁄45. Liu Hui também escreveu sobre agrimensura matemática para calcular medidas de distância de profundidade, altura, largura e área de superfície. Em termos de geometria sólida, ele descobriu que uma cunha com base retangular e ambos os lados inclinados poderia ser dividida em uma pirâmide e uma cunha tetraédrica. Ele também descobriu que uma cunha com base na forma de trapézio e ambos os lados inclinados poderia ser feita para dar duas cunhas tetraédricas separadas por uma pirâmide. Além disso, Liu Hui descreveu o princípio de Cavalieri em volume, bem como a eliminação de Gauss. A partir dos nove capítulos, enumerou as seguintes fórmulas geométricas que eram conhecidas no período da antiga Dinastia Han (202 a.C - 9 d.C.).
Áreas para:
| - Quadrado - Retângulo - Círculo - Triângulo isósceles | - Romboide - Trapezoide - Trapézio duplo - Segmento de um círculo - Ânulus (“anel” entre dois círculos concentricos) |  |  |

Volumes para:
| - Paralelepípedo com duas superfícies quadradas - Paralelepípedo sem duas superfícies quadradas - Pirâmide - Tronco (de bases paralelas) de pirâmide com base quadrada - Tronco (de bases paralelas) de pirâmide com bases retangulares de lados desiguais | - Cubo - Prisma - Cunha com base retangular e dois lados inclinados - Cunha com base trapezoidal e dois lados inclinados | - Cunha tetraédrica - Tronco de uma cunha do segundo tipo (usada para aplicações em engenharia) - Cilindro - Cone com base circular - Tronco de um cone - Esfera |  |

Dando continuidade ao legado geométrico da China antiga, houve muitas figuras posteriores que surgiriam, incluindo o famoso astrônomo e matemático Shen Kuo (1031-1095 d.C.), Yang Hui (1238-1298), que descobriu o triângulo de Pascal, Xu Guangqi (1562-1633), e muitos outros.

## Geometria islâmica

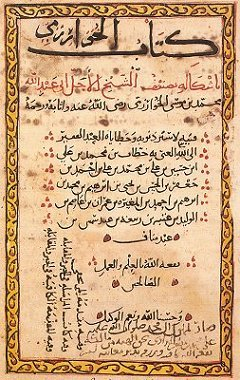
Página do Al-Jabr wa-al-Muqabilah

A destruição final da Biblioteca de Alexandria na conquista muçulmana do Egito, em 642 d.C. marca o colapso da antiguidade clássica no Ocidente, e no início da "Idade das Trevas" europeia. Até o início do século IX, a "Idade de Ouro islâmica" floresceu, a criação da Casa da Sabedoria, em Bagdá, marcando uma tradição separada da ciência no mundo islâmico medieval, a construção não somente com bases helênicas, mas também sobre fontes indianas.
Embora os matemáticos islâmicos sejam mais famosos por seu trabalho em álgebra, teoria dos números e sistemas de numeração, eles também fizeram contribuições consideráveis à geometria, trigonometria e astronomia matemática, e foram responsáveis pelo desenvolvimento da geometria algébrica. Magnitudes geométricas foram tratadas, no entanto, como "objetos algébricos" pela maioria dos matemáticos islâmicos.
Al-Mahani (nascido em 820) concebeu a ideia de reduzir problemas geométricos, como a duplicação do cubo, para os problemas de álgebra. Al-Karaji (nascido em 953) livrou completamente a álgebra de operações geométricas e substituiu-a com o tipo aritmético de operações que estão no cerne da álgebra hoje.

### A família  de Thābit e outros geômetras iníciais
Thābit ibn Qurra (conhecido como Thebit em latim, nascido em 836) contribuiu para uma variedade de áreas da matemática, onde desempenhou um papel importante na preparação do caminho para descobertas matemáticas importantes como a ampliação do conceito de número (positivo) para números reais, cálculo integral, teoremas de trigonometria esférica, geometria analítica e geometria não-euclidiana. Em astronomia, Thābit foi um dos primeiros reformadores do sistema de Ptolomeu, e em mecânica, ele foi um dos fundadores da estática. Um aspecto geométrico importante do trabalho de Thābit era seu livro sobre a composição dos índices. Neste livro, Thābit lida com operações aritméticas aplicadas a relações de grandezas geométricas. Os gregos tinham lidado com quantidades geométricas, mas não tinha pensado neles da mesma maneira como números para os quais as regras usuais da aritmética poderiam ser aplicadas. Com a introdução de operações aritméticas em quantidades previamente consideradas geométricas e não-numéricas, Thābit iniciou uma tendência que levou, eventualmente, para a generalização do conceito de número.
Em alguns aspectos, Thābit é crítico das ideias de Platão e Aristóteles, particularmente no que refere-se ao movimento. Parece que aqui suas ideias são baseadas em uma aceitação do uso de argumentos relacionados ao movimento em seus argumentos geométricos. Outra contribuição importante de Thābit feita à geometria era a sua generalização do teorema de Pitágoras, que se estendia desde triângulos retângulos especiais para todos os triângulos em geral, juntamente com uma prova geral.
Ibrahim ibn Sinan ibn Thābit (nascido em 908), que introduziu um método de integração mais geral do que o de Arquimedes, e al-Quhi (nascido em 940) foram figuras importantes em um renascimento e continuação da geometria grega mais elevada no mundo islâmico. Estes matemáticos, e em particular Ibn al-Haytham, estudou a óptica e investigou as propriedades ópticas dos espelhos feitos a partir de seções cônicas.
Astronomia, medição do tempo e geografia forneciam outras motivações para a pesquisa geométrica e trigonométrica. Por exemplo, tanto Ibrahim ibn Sinan e seu avô Thābit ibn Qurra estudaram as curvas necessárias na construção de relógios de sol. Tanto Abu'l-Wafa como Abu Nasr Mansur aplicaram geometria esférica à astronomia.

### Arquitetura geométrica
Descobertas recentes têm mostrado que os padrões geométricos de quasicristais foram empregados pela primeira vez nos mosaicos girih encontradas na arquitetura islâmica medieval que remonta até cinco séculos atrás. Um estudo de 2007 na revista Science sugeriu que mosaicos girih tem propriedades consistentes com fractais autossimilares quasicristalinos, tais como os mosaicos de Penrose, antecedendo-os por cinco séculos.

## Renascença

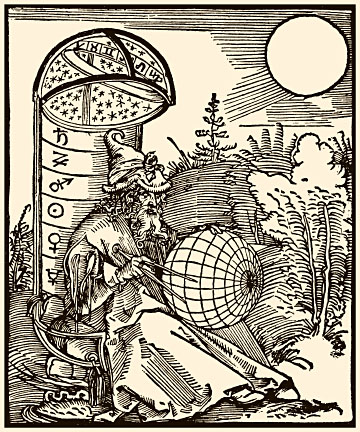
Uma gravura de Albrecht Dürer caracteriza Mashallah, a partir da página de título do De scientia motus orbis (versão latina com gravura, 1504). Como em muitas ilustrações medievais, o compasso aqui é um ícone da religião, bem como ciência, em referência a Deus como o arquiteto da criação

Quando a Europa começou a emergir de sua Idade das Trevas, os textos helênicos e islâmicos sobre geometria encontrados em bibliotecas islâmicas foram traduzidos do árabe para o latim. A transmissão dos clássicos gregos para a Europa medieval através da literatura árabe do século IX e X da "Idade de Ouro Islâmica" começou no século X e culminou nas traduções latinas do século XII. Uma cópia do Almagesto de Ptolomeu foi trazido de volta para a Sicília por Enrico Aristipo (d. 1162), como um presente do imperador ao rei Guilherme I (r. 1154-1166). Um estudante anônimo em Salerno viajou para a Sicília e traduziu o Almagesto, bem como várias obras de Euclides do grego para o latim. Em geral, embora os sicilianos diretamente traduziram a partir dos textos gregos, quando textos gregos não estavam disponíveis, eles traduziram do árabe. Eugênio de Palermo (d. 1202) traduziu Óptica de Ptolomeu para o latim, com base em seu conhecimento de todas as três línguas na tarefa. Os métodos dedutivos rigorosos de geometria encontrada nos Elementos de Euclides da geometria foram reaprendidos, e um maior desenvolvimento da geometria em ambos os estilos, de Euclides (geometria euclidiana) e Khayyam (geometria algébrica) continuou, resultando em uma abundância de novos teoremas e conceitos, muitos deles muito profundas e elegantes.
Avanços no tratamento da perspectiva foram feitos na arte renascentista do século XIV ao XV indo além do que  tinha sido alcançado na antiguidade. Na arquitetura na renascença do Quattrocento, conceitos de ordem arquitetônica foram formuladas e regras foram exploradas. Um bom exemplo é a Basílica de São Lourenço, em Florença, por Filippo Brunelleschi (1377-1446).
Em torno de 1413 Filippo Brunelleschi demonstrou o método geométrico de perspectiva, usado hoje por artistas, pintando os contornos de vários edifícios florentinos em um espelho. Logo depois, quase todos os artistas em Florença na Itália e usaram a perspectiva geométrica em suas pinturas, nomeadamente Masolino da Panicale e Donatello. Melozzo da Forlì primeiro utilizou a técnica de encurtamento superior (em Roma, Loreto, Forlì e outros), e foi celebrado por isso. Não foi a perspectiva somente um modo de mostrar profundidade, mas foi também um novo método de composição em uma pintura. Pinturas começaram a mostrar uma única cena unificada, em vez de uma combinação de várias.
Como mostrado pela proliferação rápida de pinturas em perspectiva precisa em Florença, Brunelleschi possivelmente entendeu (com a ajuda de seu amigo, o matemático Toscanelli), mas não publicou, a matemática por trás da perspectiva. Décadas mais tarde, seu amigo Leon Battista Alberti escreveu De pictura (1435/1436), um tratado sobre métodos adequados de indicar a distância na pintura baseada na geometria euclidiana. Alberti também foi treinado na ciência da óptica através da escola de Pádua e sob a influência de Biagio Pelacani da Parma que estudou a Óptica de Alhazen.
Piero della Francesca elaborou sobre Della Pittura em seu De prospectiva pingendi na década de 1470. Alberti tinha se limitado a dados sobre o plano de apoio e dando uma base global para a perspectiva. Della Francesca desenvolve-a para fora, cobrindo explicitamente sólidos em qualquer área do plano do quadro. Della Francesca também começou a prática agora comum de usar figuras ilustradas para explicar os conceitos matemáticos, tornando seu tratado mais fácil de entender do que Alberti. Della Francesca também foi o primeiro a desenhar com precisão os sólidos platônicos como apareceriam em perspectiva.

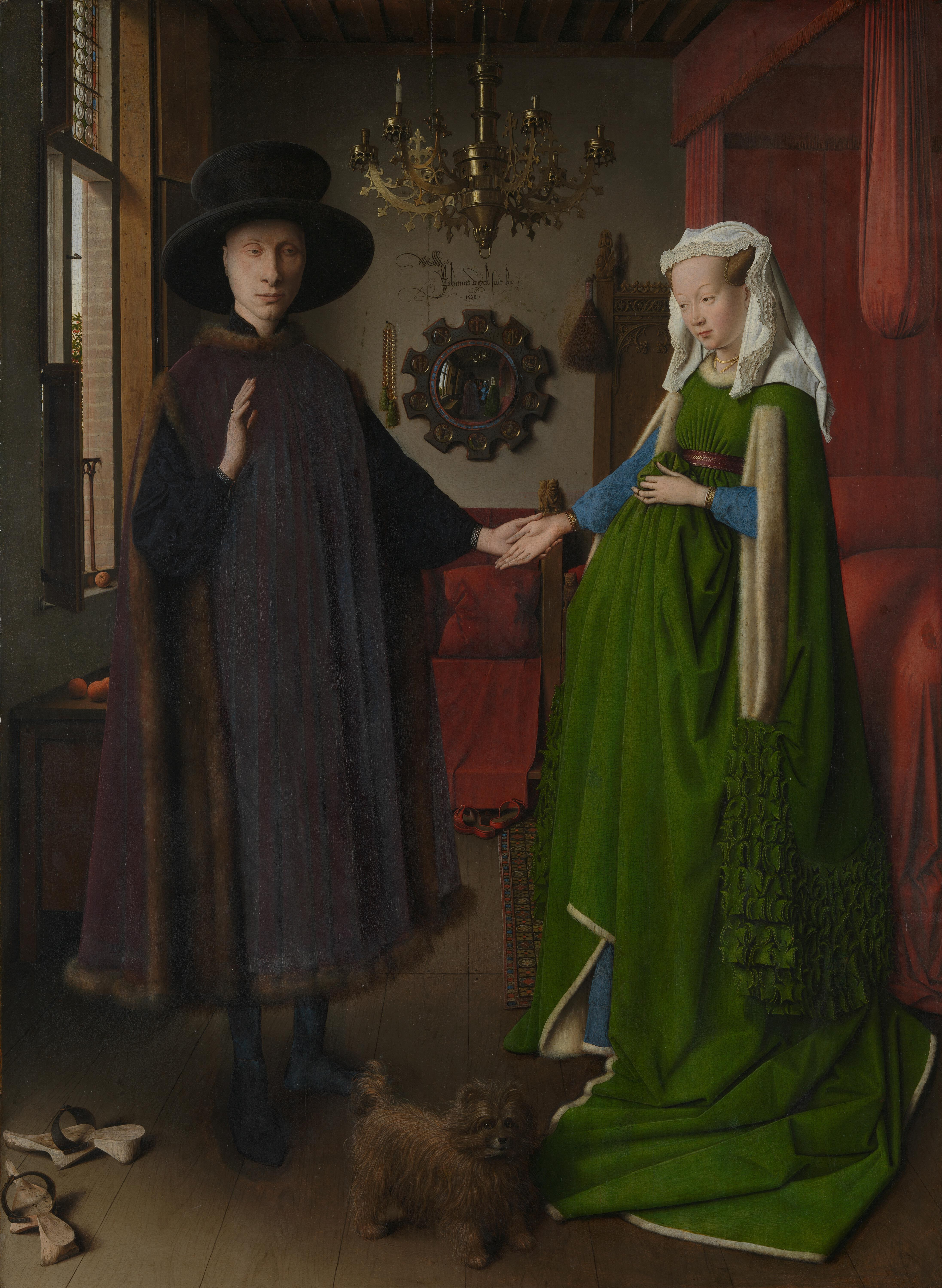
O Casal Arnolfini, de van Eyck

A perspectiva permaneceu, durante algum tempo, sob o domínio de Florença. Jan van Eyck, entre outros, foi incapaz de criar uma estrutura consistente para as linhas convergentes em pinturas, como no retrato O Casal Arnolfini de Londres, porque ele não tinha conhecimento do avanço teórico então ocorrendo apenas na Itália. No entanto, ele alcançou efeitos muito sutis por manipulações de escala em seus interiores. Gradualmente, e em parte através do movimento de academias de artes, as técnicas italianas passaram a fazer parte da formação dos artistas de toda a Europa e outras partes posteriores do mundo. O ponto culminante dessas tradições renascentistas encontra sua síntese final na pesquisa do arquiteto, geômetra, e óptico Girard Desargues, em perspectiva, óptica e geometria projetiva.
O Homem Vitruviano de Leonardo da Vinci (c. 1490) descreve um homem em duas posições sobrepostas com seus braços e pés distantes e inscritos em um círculo e um quadrado. O desenho é baseado nas correlações de proporções humanas ideais com a geometria descrita pelo antigo arquiteto romano Vitrúvio no Livro III de seu tratado De Architectura.

## Geometria moderna

### O século XVII

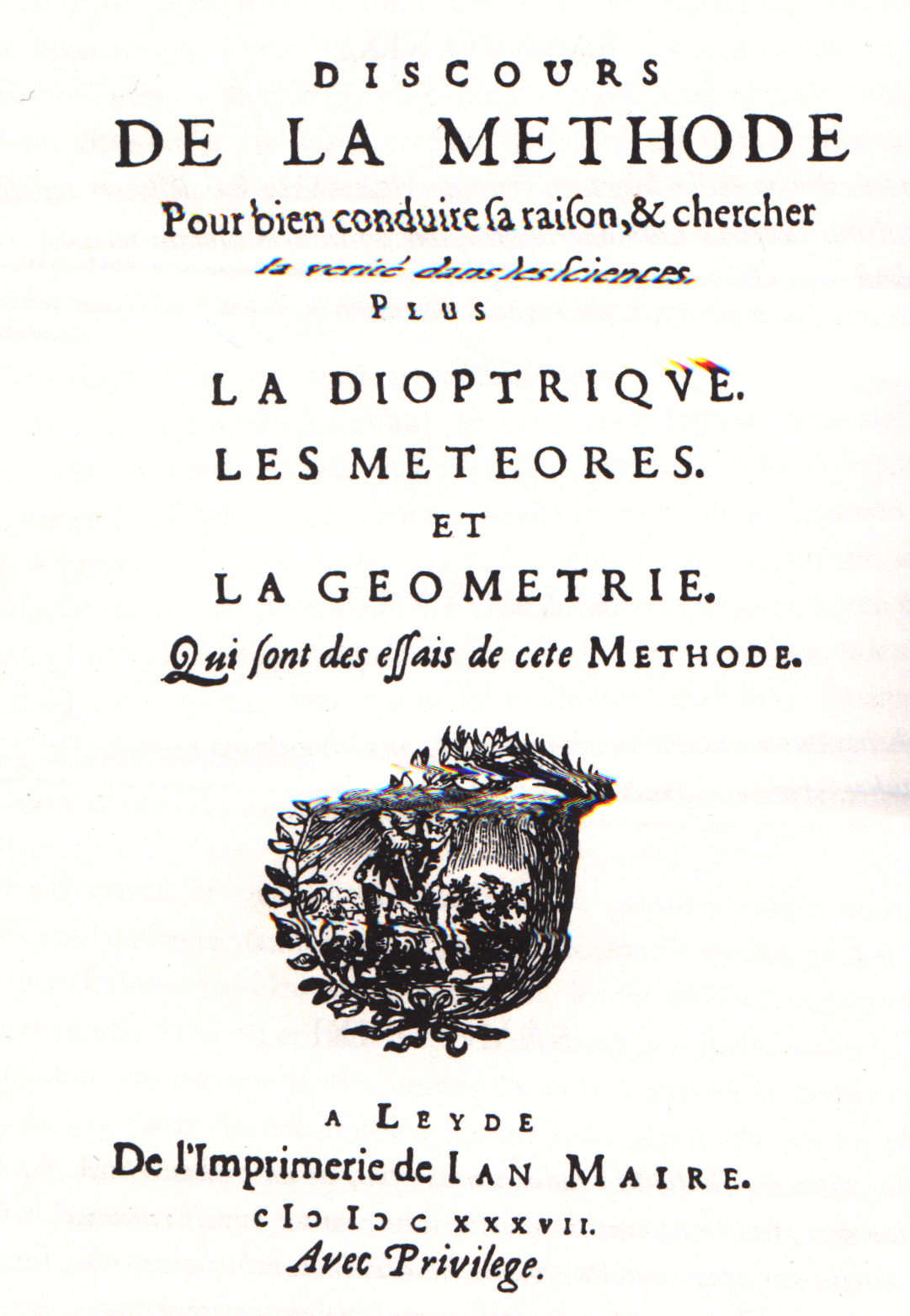
Discurso do método, por René Descartes

No início do século XVII, havia dois importantes desenvolvimentos na geometria. O primeiro e mais importante foi a criação da geometria analítica, ou geometria com coordenadas e equações, por René Descartes (1596-1650) e Pierre de Fermat (1601-1665). Isso foi um precursor necessário para o desenvolvimento do cálculo e uma ciência quantitativa precisa da física. O segundo desenvolvimento geométrico deste período foi o estudo sistemático da geometria projetiva por Girard Desargues (1591-1661). Geometria projetiva é o estudo da geometria sem medição, apenas o estudo de como os pontos alinham-se uns com os outros. Houvera algum trabalho inicial nesta área por geômetras helênicos, nomeadamente Papo de Alexandria (aprox. 340). O maior florescimento do campo ocorreu com Jean-Victor Poncelet (1788-1867).
No final do século XVII, o cálculo foi desenvolvido de forma independente e quase simultaneamente por Isaac Newton (1642-1727) e Gottfried Wilhelm Leibniz (1646-1716). Este foi o início de um novo campo da matemática agora chamado de análise. Embora não seja em si um ramo da geometria, é aplicável à geometria, e resolveu duas famílias de problemas que tinham sido por muito tempo quase intratáveis: encontrar retas tangentes a curvas estranhas, e encontrar áreas fechadas por essas curvas. Os métodos de cálculo reduziram esses problemas principalmente à questões diretas de computação.

### Os séculos XVIII e XIX

#### Geometria não-Euclidiana
O problema muito antigo de demonstrar o quinto postulado de Euclides, o "Postulado das Paralelas", a partir de seus primeiros quatro postulados nunca havia sido esquecido. Inicialmente, não muito tempo depois de Euclides, muitos tentaram apresentar demonstrações, mas todas foram mais tarde demonstradas serem falhas, através de demonstrar-se que apresentavam no raciocínio algum princípio que não tinha sido demonstrado a partir dos quatro primeiros postulados. Embora Omar Khayyam também não tivesse êxito em demonstrar o postulado das paralelas, suas críticas de teorias de Euclides de paralelas e sua prova de propriedades de figuras em geometrias não-euclidianas contribuiu para o eventual desenvolvimento de geometria não-euclidiana.
Em torno de 1700 uma grande quantidade de demonstrações tinham sido descobertas sobre o que pode ser provado a partir do quatro primeiros, e os fracassos estavam na tentativa de provar o quinto. Saccheri, Lambert, e Legendre, cada um fez um excelente trabalho sobre o problema no século XVIII, mas ainda ficaram aquém do sucesso. No início do século XIX, Gauss, János Bolyai e Lobatchewsky, cada um, independentemente, empreendeu uma abordagem diferente. Começou-se a suspeitar que era impossível provar o postulado das paralelas, o que permitiu começar o desenvolvimento de uma geometria auto-consistente em que esse postulado era falso. Nisso eles foram bem sucedidos, criando assim a primeira geometria não-euclidiana. Em 1854, Bernhard Riemann, um estudante de Gauss, tinha aplicado os métodos de cálculo em um estudo inovador da geometria intrínseca (autônomo) de todas as superfícies “suaves” (deriváveis), e, assim, encontrou uma geometria não-euclidiana diferente. Esta obra de Riemann mais tarde tornou-se fundamental para a teoria da relatividade de Einstein.

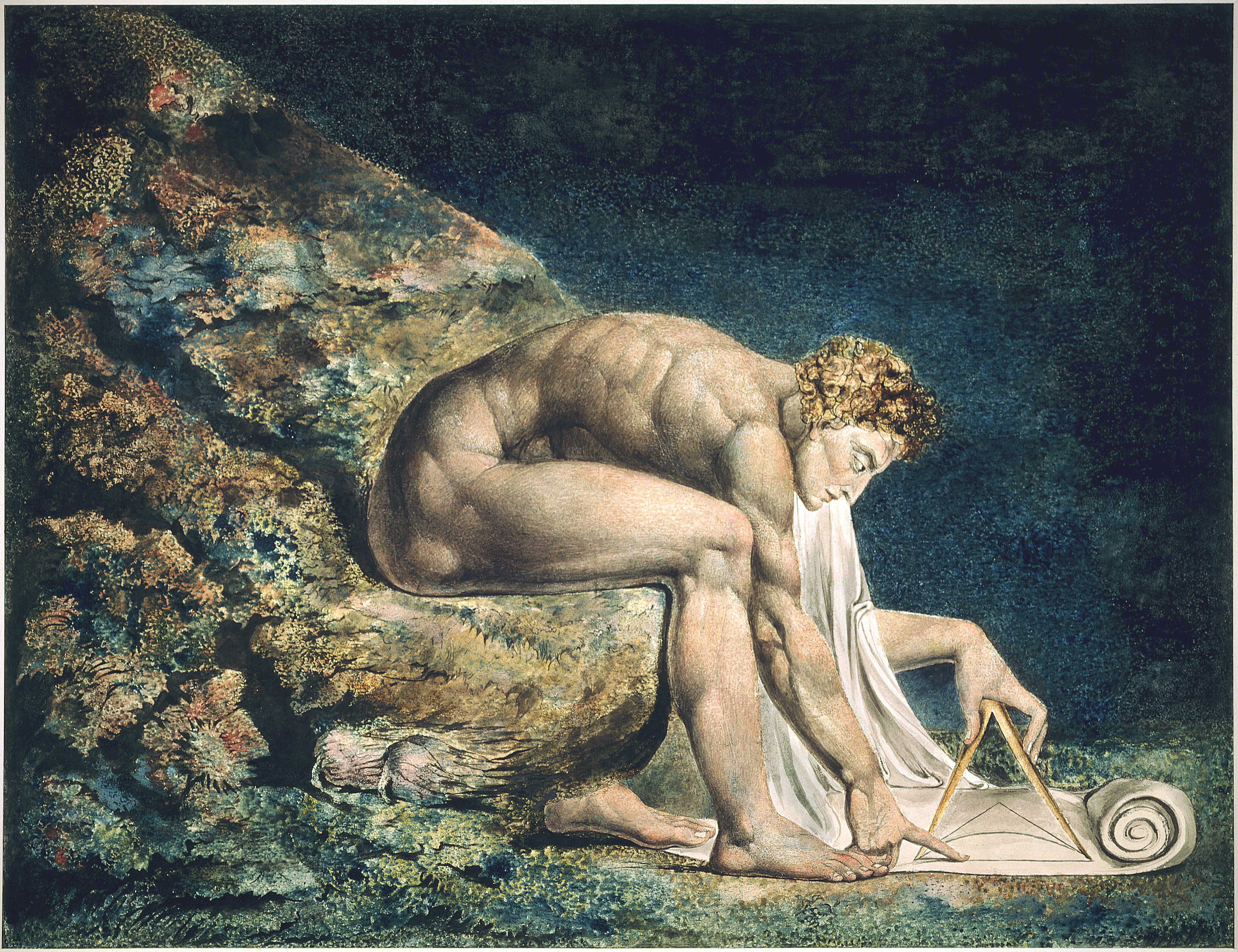
"Newton", de William Blake é uma demonstração da sua oposição à “visão única” do materialismo científico; aqui, Isaac Newton é mostrado como “geômetra divino” (1795)

Manteve-se por ser demonstrado matematicamente que a geometria não-euclidiana era tão auto-consistente quanto a geometria euclidiana, e isso foi realizado pela primeira vez por Beltrami, em 1868. Com isso, a geometria não-euclidiana foi estabelecida em pé de igualdade com matemática geometria euclidiana.
Enquanto era sabido que diferentes teorias geométricas eram matematicamente possíveis, a questão permaneceu, "Qual dessas teorias é correta para o nosso espaço físico?" O trabalho matemático revelou que esta questão deve ser respondida pela experimentação física, não pelo raciocínio matemático, e descobriu-se a razão pela qual a experimentação deve envolver distâncias imensas (interestelares, não da escala terrestre). Com o desenvolvimento da teoria da relatividade na física, esta pergunta, a geometria do espaço-tempo, tornou-se muito mais complexa.

#### Introdução do rigor matemático
Todo o trabalho relacionado com o postulado das paralelas revelou que era muito difícil para um geômetra separar seu raciocínio lógico de sua compreensão intuitiva de espaço físico, e, além disso, revelou a importância crítica de fazê-lo. Um exame cuidadoso tinha descoberto algumas inadequações lógicos no raciocínio de Euclides, e alguns princípios geométricos não declarados aos quais Euclides, por vezes, apelou (petições de princípio). Essa crítica é paralela à crise que ocorreu no cálculo e análise sobre o significado de processos infinitos como a convergência e continuidade. Na geometria, houve uma clara necessidade de um novo conjunto de axiomas, que seria completo, e que de forma alguma se baseou em cenários que captamos ou desenhamos ou em nossa intuição do espaço. Tais axiomas, agora conhecidos como axiomas de Hilbert, foram dados por David Hilbert em 1894 em sua dissertação Grundlagen der Geometrie (Fundações de Geometria). Alguns outros conjuntos completos de axiomas haviam sido dados alguns anos antes, mas não se encontraram a economia, elegância de Hilbert em semelhança com os axiomas de Euclides.

#### Análisesitus, ou topologia
Em meados do século XVIII, tornou-se evidente que certas progressões de raciocínio matemático eram recorrentes quando ideias semelhantes eram estudadas na reta dos números, em duas dimensões e em três dimensões. Assim, o conceito geral de um espaço métrico foi criado de modo a que a razão pudesse ser feita mais genericamente, e, em seguida, aplicada a casos especiais. Este método de estudar cálculo - e conceitos relacionados com análise - veio a ser conhecido como análise situs, e mais tarde como topologia. Os tópicos importantes neste domínio foram propriedades das figuras mais gerais, como conexão e limites, em vez de propriedades como  imóveis como retilinearidade, e da igualdade precisa de medições de comprimento e ângulo, que tinha sido o foco da geometria euclidiana e não-euclidiana. A topologia logo se tornou um campo separado de grande importância, ao invés de um sub-campo da geometria ou análise.

### O século XX
Os desenvolvimentos na geometria algébrica incluíram o estudo de curvas e superfícies sobre corpos finitos, como demonstrado pelas obras de, entre outros, André Weil, Alexander Grothendieck, e Jean-Pierre Serre, bem como sobre os números reais ou complexos. A própria geometria finita, o estudo de espaços com apenas um número finito de pontos, encontrou aplicações na teoria da codificação e criptografia. Com o advento do computador, as novas disciplinas, tais como geometria computacional ou geometria digital com algoritmos geométricos, representações discretas de dados geométricos, e assim por diante.

## Leituras recomendadas
- Dennis Francis Almeida and George Gheverghese Joseph; Kerala Mathematics and Its Possible Transmission to Europe; www.muslimheritage.com
- Agathe Keller; Textes écrits, textes dits dans la tradition mathématique de l’Inde médiévale; culturemath.ens.fr